# Eosyodon
Eosyodon es un género extinto de sinápsido no-mamífero.